# 石松塾
石松塾（いしまつじゅく）は、福岡県宗像市にある学習塾。宗像高校の英語教師であった石松太郎が、1956年に地元・宗像市に英語塾を始めたのが始まり。宗像市で初めての学習塾。

## 教室
- 赤間本部校（小学部コース クラス指導、中学部コース クラス指導、宗中受検コース）
- 自由ヶ丘校（小学部コース クラス指導、中学部コース クラス指導）
- Lead One 赤間校[1]（小学部コース 個別指導、中学部コース 個別指導、Qubena（キュビナ））
- 宗像センター校AQUA（高校部コース）